# I've Been Losing You
Pistes de Scoundrel Days
The Swing of Things
I’ve Been Losing You est le single du groupe norvégien A-ha sorti le 22 septembre 1986 au Royaume-Uni et en France. C’est le premier single de l’album Scoundrel Days, sa face B est la chanson This Alone Is Love qui ne sortira que deux ans plus tard sur l’album suivant du groupe norvégien Stay on These Roads, c’est donc une exclusivité.

## Supports
- 45 Tours single

A. "I’ve Been Losing You" – 4:28
B. "This Alone Is Love" – 4:30
- Maxi 45 Tours Vinyl single

A. "I’ve Been Losing You" (U.S. Mix) – 7:02
B1. "I’ve Been Losing You (Dub)" – 4:25
B2. "This Alone Is Love" – 4:13

## Positions dans lescharts
| Classement (1986)             | Meilleure position |
| ----------------------------- | ------------------ |
| Europe – Hot 100 Singles 1986 | 4                  |
| Australie                     | 21                 |
| Afrique du Sud                | 23                 |
| Nouvelle-Zélande              | 19                 |
| Allemagne de l'Ouest          | 15                 |
| Suisse                        | 16                 |
| Autriche                      | 20                 |
| France                        | 14                 |
| Pays-Bas                      | 11                 |
| Belgique                      | 13                 |
| Suède                         | 11                 |
| Norvège                       | 1                  |
| Danemark                      | 1                  |
| Finlande                      | 12                 |
| Italie                        | 7                  |
| Irlande                       | 3                  |
| Royaume-Uni                   | 8                  |